# Shinobi (série)
Shinobi (忍 SHINOBI)  é uma série de jogos eletrônicos criados pela Sega. O ninja (shinobi) Joe Musashi é o protagonista da série original de jogos (Shinobi ao Shinobi III).
O primeiro Shinobi foi lançado em 1987 para os arcades e desde então apareceu em uma dúzia de outros títulos de Shinobi. Junto com Alex Kidd e Sonic the Hedgehog, Joe Musashi tem sido um dos principais personagens da Sega, atuando como mascote por um curto período no final dos anos 80, quando o boom dos ninjas estava em pleno vigor. Os jogos da série são uma vitrine da realização técnica da Sega, conhecida por sua alta qualidade de gráficos, jogabilidade e música, bem como seu alto nível de dificuldade. A franquia Shinobi vendeu mais de 4,60 milhões de cópias.

## Enredo
O personagem principal de Shinobi (a palavra japonesa original para "ninja") é mais comumente associado à Joe Musashi, o protagonista do jogo original de arcade e muitas de suas sequências. Seu nome é uma combinação de um primeiro nome arquetípico ocidental e sobrenome japonês, Musashi provavelmente sendo derivado do lendário espadachim japonês Miyamoto Musashi. No manual de The Revenge of Shinobi, a história de fundo de Musashi é contada como a de um menino fraco que entrou no dojo do clã Oboro ainda jovem e gradualmente, através de prática e meditação incansáveis, trabalhou para se tornar o mais habilidoso e experiente ninja respeitado de seu clã. Sua pacífica existência nas montanhas do Japão é destruída quando o sindicato do crime ninja Zeed sobe ao poder e tenta reverter o Japão no período Sengoku da guerra civil, quando o ninja prosperou.
Depois de ser derrotado por Musashi no Shinobi original, Zeed retorna três anos depois como Neo Zeed e ataca diretamente o clã Oboro. Com seu mestre assassinado e sua namorada Naoko sequestrada pelo inimigo, Musashi jura vingança, e nas batalhas que se seguiram através de uma série de locações no Japão e na América, como narrado em The Revenge of Shinobi, quase aniquilando Neo Zeed. Quando Neo Zeed retorna em Shinobi III: Return of the Ninja Master, Musashi sai da aposentadoria uma última vez e os destrói para sempre.
Na versão arcade de Shadow Dancer, Joe Musashi é substituído por um novo ninja sem nome e seu companheiro canino como protagonista do jogo. O ninja e seu cachorro devem desarmar várias bombas-relógio espalhadas por uma metrópole sem nome que foram plantadas por um grupo terrorista. O jogo foi refeito para o Mega Drive sob o título Shadow Dancer: The Secret of Shinobi, com a identidade do protagonista diferindo entre as regiões. A versão japonesa identifica-o como o filho distante de Joe Musashi, Hayate (疾風), enquanto o manual em inglês o identifica como sendo o próprio Joe Musashi saindo da aposentadoria. No jogo Master System The Cyber Shinobi, Zeed ressurgiu mais uma vez, desta vez sob o nome de Cyber Zeed. Um neto de Joe Musashi deve impedi-los de ameaçar o mundo novamente.
Shinobi Legions, no entanto, apresenta uma trama totalmente diferente. O shinobi titular é agora interpretado por Sho, o mais novo de dois irmãos criados por um mestre ninja solitário. O irmão mais velho se corrompe e sequestra a filha do mestre em busca da técnica definitiva do ninjitsu, e Sho tem que impedi-lo de destruir o mundo. Nem Joe Musashi nem o clã Oboro são mencionados.
Após um hiato de sete anos na série, o arquétipo principal retorna em Shinobi para PlayStation 2 como Hotsuma, outro membro do clã Oboro. Em um tema semelhante ao Shinobi Legions, o jogo começa com Hotsuma matando seu irmão mais velho Moritsune durante um ritual Oboro de lua cheia. O enredo principal gira em torno da batalha de Hotsuma para derrotar um poderoso feiticeiro chamado Hiruko e acabar com a anarquia em Tóquio. O jogo também contou com Joe Musashi como um personagem escondido, bem como o próprio Moritsune (que aparece no enredo do jogo como um inimigo chamado Aomizuchi).
Em uma ruptura completa com a tradição, Nightshade (Kunoichi no Japão) apresentou uma ninja chamada Hibana. O próprio Hotsuma aparece como um personagem oculto, embora exija o jogo Shinobi de PS2 completo no cartão de memória para desbloqueá-lo. Joe Musashi também retorna como fez no PS2 Shinobi completando 88 missões no jogo. O protagonista do 3DS Shinobi 3DS é Jiro Musashi, pai de Joe.

## Jogabilidade
As principais armas do Shinobi são as shuriken (ou facas de arremesso), mas no decorrer da série a ênfase gradualmente mudou para um ninjato. Um dos movimentos mais importantes nos jogos é o salto mortal de Shinobi, realizado ao pressionar o botão de pulo uma segunda vez enquanto estiver fazendo um salto. O salto mortal é usado para pular para lugares altos, realizar saltos de truques e usar o ataque giratório de shuriken para eliminar vários oponentes de uma só vez. A capacidade de correr não foi introduzida até o Shinobi III.
Outra marca da série são os quatro ataques de ninjitsu mágicos que o Shinobi pode usar para matar seus inimigos, ou melhorar suas próprias habilidades. As quatro técnicas do ninjitsu são: Ikazuchi, Fushin, Kariu e Mijin. Uma discussão aprofundada dessas técnicas pode ser encontrada em Shinobi III. Outra característica comum dos primeiros jogos de Shinobi é a IA inimiga, onde os inimigos podem se esconder atrás de caixas para recarregar suas armas após atirar em Musashi, ou se esconder atrás de caixas ou escudos para bloquear as shurikens de Musashi.
Cada fase em Shinobi é geralmente dividida em duas ou três etapas, e a etapa final é sempre uma batalha contra um personagem chefe poderoso. As fases padrão de Shinobi incluem florestas de bambu, dojos, docas no estilo de Hong Kong e complexos industriais cheios de monstruosidades biológicas.

## Linha do Tempo
A seguir, uma linha do tempo dos lançamentos da série Shinobi. Listados estão o nome de cada jogo, a data de lançamento correspondente e os consoles para os quais foram desenvolvidos/portados. Mais abaixo está uma breve discussão de cada lançamento. Para um exame mais detalhado de cada jogo, clique no link correspondente na tabela.
| Núm. | Título internacional                    | Título japonês                       | Ano  | Sistema de jogo                                                                   |
| ---- | --------------------------------------- | ------------------------------------ | ---- | --------------------------------------------------------------------------------- |
| 1    | Shinobi                                 | Shinobi                              | 1987 | Arcade                                                                            |
| 1    | Shinobi                                 | Shinobi                              | 1988 | Master System                                                                     |
| 1    | Shinobi                                 | Shinobi                              | 1989 | Commodore 64, Amiga, Atari ST, ZX Spectrum, MSX, PC IBM, PC Engine, NES           |
| 1    | Shinobi                                 | Shinobi                              | 2009 | Wii (Virtual Console), Xbox 360 (Xbox Live Arcade)                                |
| 2    | Shadow Dancer                           | Shadow Dancer                        | 1989 | Arcade                                                                            |
| 2    | Shadow Dancer                           | Shadow Dancer                        | 1991 | Commodore 64, Amiga, Atari ST, Master System, ZX Spectrum                         |
| 3    | The Revenge of Shinobi                  | The Super Shinobi                    | 1989 | Mega Drive                                                                        |
| 3    | The Revenge of Shinobi                  | The Super Shinobi                    | 2009 | Wii (Virtual Console)                                                             |
| 3    | The Revenge of Shinobi                  | The Super Shinobi                    | 2012 | PlayStation 3 (PlayStation Network), Xbox 360 (Xbox Live Arcade), Windows (Steam) |
| 4    | Shadow Dancer: The Secret of Shinobi    | Shadow Dancer: The Secret of Shinobi | 1990 | Mega Drive                                                                        |
| 4    | Shadow Dancer: The Secret of Shinobi    | Shadow Dancer: The Secret of Shinobi | 2006 | PlayStation 2, PSP (Sega Genesis Collection)                                      |
| 4    | Shadow Dancer: The Secret of Shinobi    | Shadow Dancer: The Secret of Shinobi | 2010 | Windows (Steam)                                                                   |
| 5    | The Cyber Shinobi                       |                                      | 1990 | Master System                                                                     |
| 6    | Shinobi                                 | The G.G. Shinobi                     | 1991 | Game Gear                                                                         |
| 6    | Shinobi                                 | The G.G. Shinobi                     | 2012 | Nintendo 3DS (Virtual Console)                                                    |
| 7    | Shinobi II: The Silent Fury             | The G.G. Shinobi II                  | 1992 | Game Gear                                                                         |
| 8    | Shinobi III: Return of the Ninja Master | The Super Shinobi II                 | 1993 | Mega Drive                                                                        |
| 8    | Shinobi III: Return of the Ninja Master | The Super Shinobi II                 | 2006 | PlayStation 2, PSP (Sega Genesis Collection)                                      |
| 8    | Shinobi III: Return of the Ninja Master | The Super Shinobi II                 | 2007 | Wii (Virtual Console)                                                             |
| 8    | Shinobi III: Return of the Ninja Master | The Super Shinobi II                 | 2009 | PlayStation 3, Xbox 360 (Sonic's Ultimate Genesis Collection)                     |
| 8    | Shinobi III: Return of the Ninja Master | The Super Shinobi II                 | 2010 | Windows (Steam)                                                                   |
| 8    | Shinobi III: Return of the Ninja Master | The Super Shinobi II                 | 2013 | Nintendo 3DS (Virtual Console)                                                    |
| 9    | Shinobi Legions                         | Shin Shinobi Den                     | 1995 | Sega Saturn                                                                       |
| 10   | Shinobi                                 | Shinobi                              | 2002 | Playstation 2                                                                     |
| 10   | Shinobi                                 | Shinobi                              | 2012 | PlayStation Network                                                               |
| 11   | Nightshade                              | Kunoichi                             | 2003 | Playstation 2                                                                     |
| 12   | Shinobi                                 | Shinobi 3D                           | 2011 | Nintendo 3DS                                                                      |

## Série

### Shinobi(1987)
Shinobi, o primeiro jogo da série, foi lançado em 1987 para os arcades e rodou no hardware de arcade System 16 da Sega. A Sega lançou uma conversão doméstica para o Master System, seguida por portes licenciados para o IBM PC, Amiga, Atari ST, Commodore 64, Amstrad CPC, ZX Spectrum e MSX, bem como o PC Engine (via Asmik) no Japão e no Nintendo Entertainment System (como um cartucho preto não licenciado pela Tengen) na América do Norte. Shinobi introduziu várias novidades na mecânica de plataforma tradicional, como IA sofisticada e múltiplas camadas em cada fase.

### Shadow Dancer(1989)
Shadow Dancer é a sequencia de arcade de 1989 do Shinobi original. Ele é executado no hardware de arcade System 18 da Sega. O enredo segue um ninja sem nome e seu companheiro canino que deve desarmar várias bombas espalhadas por uma cidade e derrotar o grupo terrorista responsável por plantá-las.

### The Revenge of Shinobi(1989)
No Japão, é conhecido como o Super Shinobi. A estréia do ninja no console Mega Drive, The Revenge of Shinobi foi amplamente elogiado no momento de seu lançamento e um dos jogos mais populares no Mega Drive e ainda é considerado como a melhor entrada da série por muitos. Sua trilha sonora foi escrita pelo aclamado compositor Yuzo Koshiro.

### Shadow Dancer: The Secret of Shinobi(1990)
A versão Mega Drive de Shadow Dancer, intitulada Shadow Dancer: The Secret of Shinobi, é um jogo completamente diferente do original arcade. A história de fundo difere entre os lançamentos regionais, dando ao protagonista não identificado da versão arcade uma identidade - a versão japonesa o estabelece como Hayate, o filho distante de Joe Musashi; enquanto os manuais para as versões em inglês afirmam que ele é o próprio Joe Musashi. Embora a jogabilidade básica seja semelhante à versão arcade, pouco do conteúdo real do jogo - dos níveis à arte dos personagens - é o mesmo.

### The Cyber Shinobi(1990)
The Cyber Shinobi é um título exclusivo de Master System, lançado como uma continuação da versão Master System do Shinobi original.  O jogo tem uma temática futurista, apresentando Joe Musashi numa versão cibernética. The Cyber Shinobi se passa em 2XXX, onde a organização Zeed não foi extinguida e agora ela é conhecida como Cyber-Zeed. Agora, a Cyber-Zeed estocou plutônio em torno do mundo e com isso lançar misseis nuclear. Joe precisa viajar pelo mundo atras dos membros da Cyber-Zeed e acabar com eles. Neste jogo, Joe Musashi pode conseguir variadas armas secundárias, como shurikens, granadas, e tiros laser, onde Joe retira seu braço mecânico e atira o laser contra os inimigos. Há também os famosos ninjitsus como fogo, tornado, raios e a poderoso elemento terra. Há também o power-up que ao ser coletado, torna Joe mais forte, derrotando os inimigos e chefes mais facilmente.

### The G.G. Shinobi(1991)
A estreia de Shinobi no Game Gear foi simplesmente intitulada Shinobi, embora no Japão fosse conhecido como The G.G. Shinobi (The Game Gear Shinobi) e o jogo ainda carrega esse nome internamente em todas as regiões. Sua jogabilidade é em grande parte rememorativa de The Revenge of Shinobi. Em uma tomada na série japonesa popular Super Sentai, Shinobi gira em torno da busca de cinco ninjas coloridos (vermelho, rosa, azul, amarelo e verde) para derrubar uma organização criminal poderosa. O jogo começa com o jogador apenas controlando o ninja vermelho e, em seguida, liberando mais e mais de seus compatriotas à medida que ele avança em cada fase. A trilha sonora foi mais uma vez composta por Yuzo Koshiro.

### The G.G. Shinobi II: The Silent Fury(1992)
The Silent Fury (também conhecido como The G.G. Shinobi II) é uma sequência direta do jogo The GG Shinobi original no Game Gear, e apresenta grande parte da mesma mecânica de jogo de seu antecessor. Tanto o GG Shinobi quanto o The Silent Fury foram jogos exclusivos da Game Gear. Foi marcado por Yuzo Koshiro e Motohiro Kawashima.

### Shinobi III: Return of the Ninja Master(1993)
Conhecido como The Super Shinobi II no Japão, Shinobi III é considerado por muitos como o ponto alto da série. Introduziu um estilo de jogo muito mais suave e rápido, mantendo intactas as marcas comerciais conhecidas da série. O jogo marcou a última aparição de Musashi em um jogo Shinobi até que Shinobi foi lançado em 2002 para o PlayStation 2. Pelo menos duas versões beta conhecidas do Shinobi III estão atualmente em circulação, apresentando níveis quase completamente diferentes do jogo final.

### Shinobi Legions(1995)
Shinobi Legions foi o único jogo de Shinobi desenvolvido para o Sega Saturn, e o último título de sidescrolling na série até The Revenge of Shinobi no Game Boy Advance. A jogabilidade é semelhante à de Shinobi III, mas com muitos ajustes. O enredo representou uma ruptura com o enredo tradicional dos jogos anteriores, uma vez que se concentra em um personagem totalmente novo chamado Sho. Shinobi Legions também é notável pelo seu uso de ação de ação em live-action entre cada rodada e o uso de atores reais digitalizados na sequência do jogo.

### Shinobi(2002)
Shinobi estreou no mundo dos jogos 3D com Shinobi, apenas para a PlayStation 2. É o terceiro jogo da série chamado simplesmente de Shinobi. A história apresenta um novo membro do clã Oboro chamado Hotsuma. A jogabilidade de Shinobi é baseado em um sistema de combo chamado de tate-system, que produz um estilo muito rápido e suave de jogo. No entanto, mais ainda do que outros títulos Shinobi, Shinobi também é conhecido por sua extrema dificuldade. Sempre que Hotsuma morrer, o jogador tem que começar a fase novamente. Embora esta reinicialização da franquia tenha sido geralmente bem recebida pelos críticos e fãs, algumas das maiores reclamações contra o jogo foram os gráficos medianos, jogabilidade um pouco repetitiva e (como observado anteriormente) dificuldade acentuada. Joe Musashi pode ser desbloqueado como um personagem jogável depois de terminar o jogo.

### Nightshade(2003)
O primeiro jogo da série "Shinobi" à apresentar uma protagonista feminina. Nightshade é uma continuação do Shinobi de 2002 com diferenças na jogabilidade. No Japão, o jogo é conhecido como Kunoichi, o termo japonês para denotar o equivalente feminino de Shinobi.

### Shinobi 3D(2011)
Um novo jogo Shinobi, conhecido no Japão como Shinobi 3D, foi desenvolvido pela Griptonite Games para o Nintendo 3DS. O jogo retornou à natureza de side-scrolling dos jogos anteriores e foi lançado em novembro de 2011. Esta iteração do jogo Shinobi é o décimo segundo título da série desde os jogos arcade originais de 1987.

## Jogos spin-off
Em 1990, a Sega lançou Alex Kidd in Shinobi World no Master System, uma paródia do jogo Shinobi original no qual Alex Kidd assume a posição de Joe Musashi. No jogo, Alex Kidd tem que resgatar sua namorada, um nativo de Shinobi World, de um ninja maligno chamado Hanzo. Um bom ninja se funde com ele e lhe dá seus poderes. Muitas vezes relacionado à série é o jogo The Revenge of Shinobi para Game Boy Advance, no entanto, este jogo compartilha apenas o nome e premissa básica (ação ninja) com outros títulos Shinobi.

## Em outras mídias
Em 2014, a Sega e a Hakuhodo DY formaram a produtora Stories International para projetos de filmes e TV baseados nos seus jogos Shinobi. Em abril de 2016, Marc Platt produzirá um filme de Shinobi em live-action através de sua marca de produção, Marc Platt Productions, juntamente com Adam Siegel & Stories, Presidente e CEO, Tomoya Suzuki.